# 아일랜드 독립 전쟁
아일랜드 독립 전쟁(Irish War of Independence)은 아일랜드를 지배하고 있던 영국 정부에 대항해 1918년에 만들어진 아일랜드 공화국군이 일으킨 게릴라전으로, 영국에서는 영국-아일랜드 전쟁(The Anglo-Irish War)으로 불린다.
이 전쟁은 1919년 1월 21일부터 2년반 동안 계속되었고, 1920년 가장 치열했다. 1921년 7월 11일 휴전하였다. 이 전쟁으로 아일랜드는 아일랜드 자유국과 북아일랜드가 각각 분리되었다.
이 전쟁에 참가한 아일랜드 공화국군은 '옛 IRA'로 불러, 후에 같은 이름으로 출현한 급진주의 IRA와 구별하고 있다.

## 발단

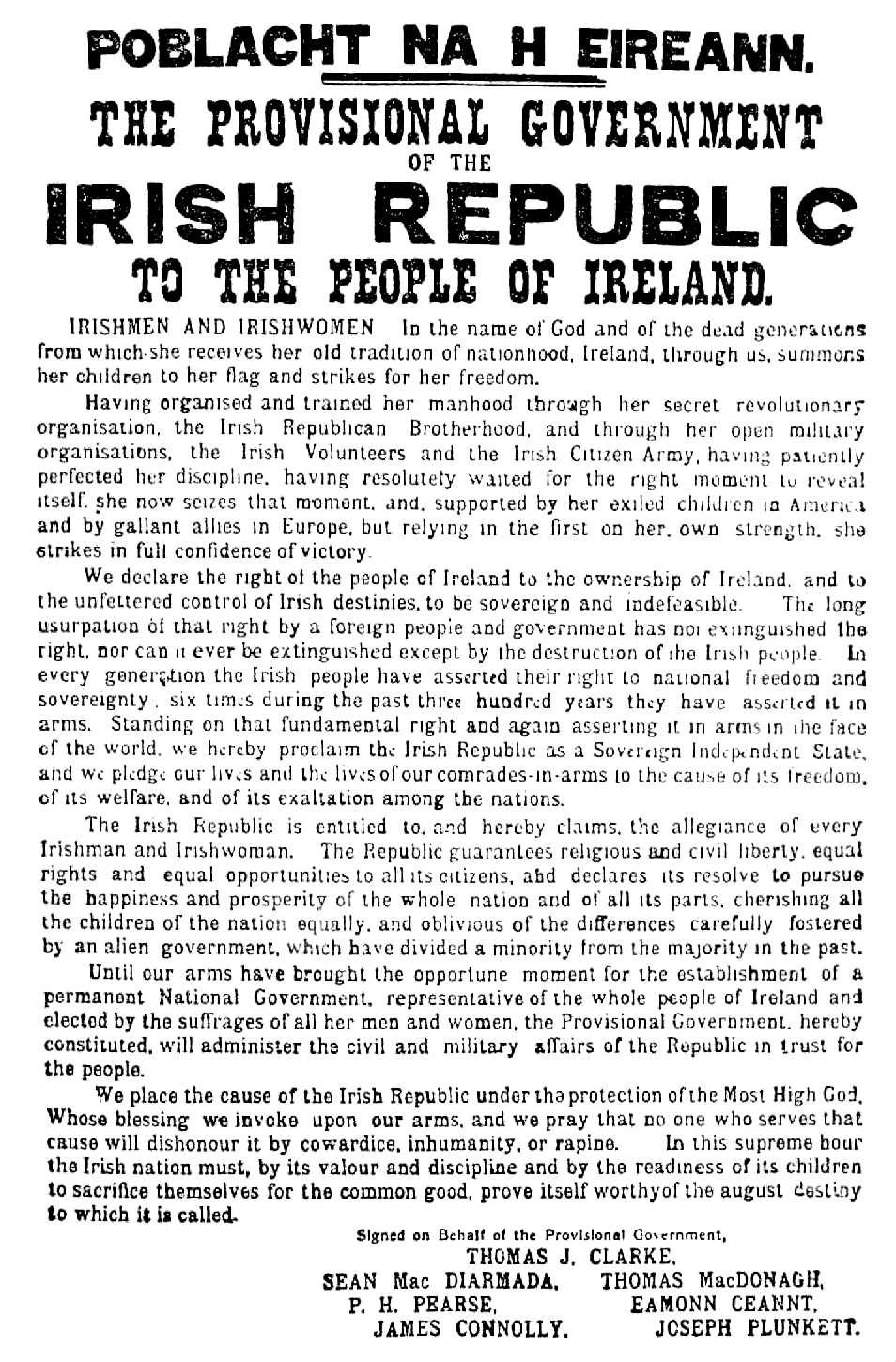
1916년 부활절 선언.
(아일랜드 독립운동의 주요 심벌 중 하나.)

순수한 아일랜드 공화주의자에게 영국-아일랜드 전쟁은 1916년의 부활절 봉기에서의 선언으로 시작되었다고 볼 수 있다. 공화주의자들은 1919-21년(그 다음해에는 아일랜드 내전이 일어났다.)간의 충돌은 자신들의 공화국을 파괴시키려하는 행위에 대한 방어였다고 주장했다. 좀 더 직접적으로 말하면 영국-아일랜드 전쟁의 발단이자 원인은 일방적 독립선언을 한 독립 아일랜드 의회에 있다.
아일랜드 제헌의회 내각은 아일랜드의 독립을 선언하고 IRA에 전쟁을 개시할 것을 명했다.
1919년 1월 21일 덴 브린이 지휘하는 아일랜드공화국군은 왕립 아일랜드 보안대(RIC) 소속의 경찰 두명을 살해했다.
이 사건은 아일랜드 독립 전쟁의 시작으로 여겨지고 있다. 3일 뒤 남 티퍼레리에서 전쟁 선포가 있었다. 같은 날 처음으로 1916년 부활절 선언이 비준되었던 곳에서 발포가 시작되었다. 이로써 아일랜드 독립 전쟁이 시작되었다.

## 폭력의 확산
의용병들은 영국 정부의 소유물들을 공격했다. 그들은 무기와 군자금을 약탈했다. 그리고 영국 행정기관 소속의 사람들을 살해했다. 첫 희생자는 아일랜드 주재 사무행정 치안판사인 존 밀링이었다. 그는 웨스트포트에서 교도소로 몰려든 의용병들에게 총살당했다. 그들은 보어인들의 성공적인 전투 기술을 흉내냈다. 그것은 바로 불규칙한 빠른 급습과 약탈이었다. 이몬 데 발레라같은 전통적 세계관을 가지고 재래적인 교전방식을 고수하던 몇몇 공화주의자 지도자들과 마이클 콜린스와 IRA 수뇌부는 이 전술을 반대했다. 폭력은 처음에는 아일랜드인 대다수가 거부반응을 보였으나 영국 정부가 보여준 광범위하고 잔악한 테러행위를 마주했을 때 그들은 곧 폭력행위에 동참했다. 영국 정부는 아일랜드 민간인들을 향해 이유없는 총격을 가해 사람들을 숨지게 했고 닥치는 대로 아일랜드인들을 잡아들였다. 또한 영국군은 아일랜드인들이 거주하고 있는 집과 농장들을 불태웠다. 폭력은 서서히 퍼져나갔으나 1920년이 되었을 때 폭력은 당연한 것이 되었다.
1920년 초에 더블린 부두 노동자들은 수백 번의 약탈에도 불구하고 어떠한 전쟁 도구도 다루지 않겠다고 하였다. 아일랜드인 운전수들이 영국군을 수송하는 것을 거부한 직후 기차 운전수들이 잉글랜드에서 강제 동원되었다.
1920년 3월, 서 리머릭에서 IRA는 밀정을 하던 남자를 처음으로 살해하였다. 4월 초, 400여 개의 버려진 왕립 아일랜드 보안대 병영이 다시 사용되는 것을 막기 위해 불태워졌다. 며칠후, 마운트조이 교도소의 죄수들은 정치적 지위(자신들의 석방)를 위해 단식 투쟁을 시작했다. 투쟁은 더블린에서의 대규모의 시위를 이끌어냈다. 이 혼란상황으로 인해 죄수들이 모두 석방되었다. 합동 경비대는 죄수들의 석방을 축하하던 밀타운 멀베이에 모여있던 비무장 상태의 군중들을 향해 무차별 사격을 가해 수 명의 사상자를 냈다. 주 검시관은 9명의 군인과 경찰을 살인죄로 선고했으나 징계는 이뤄지지 않았다.

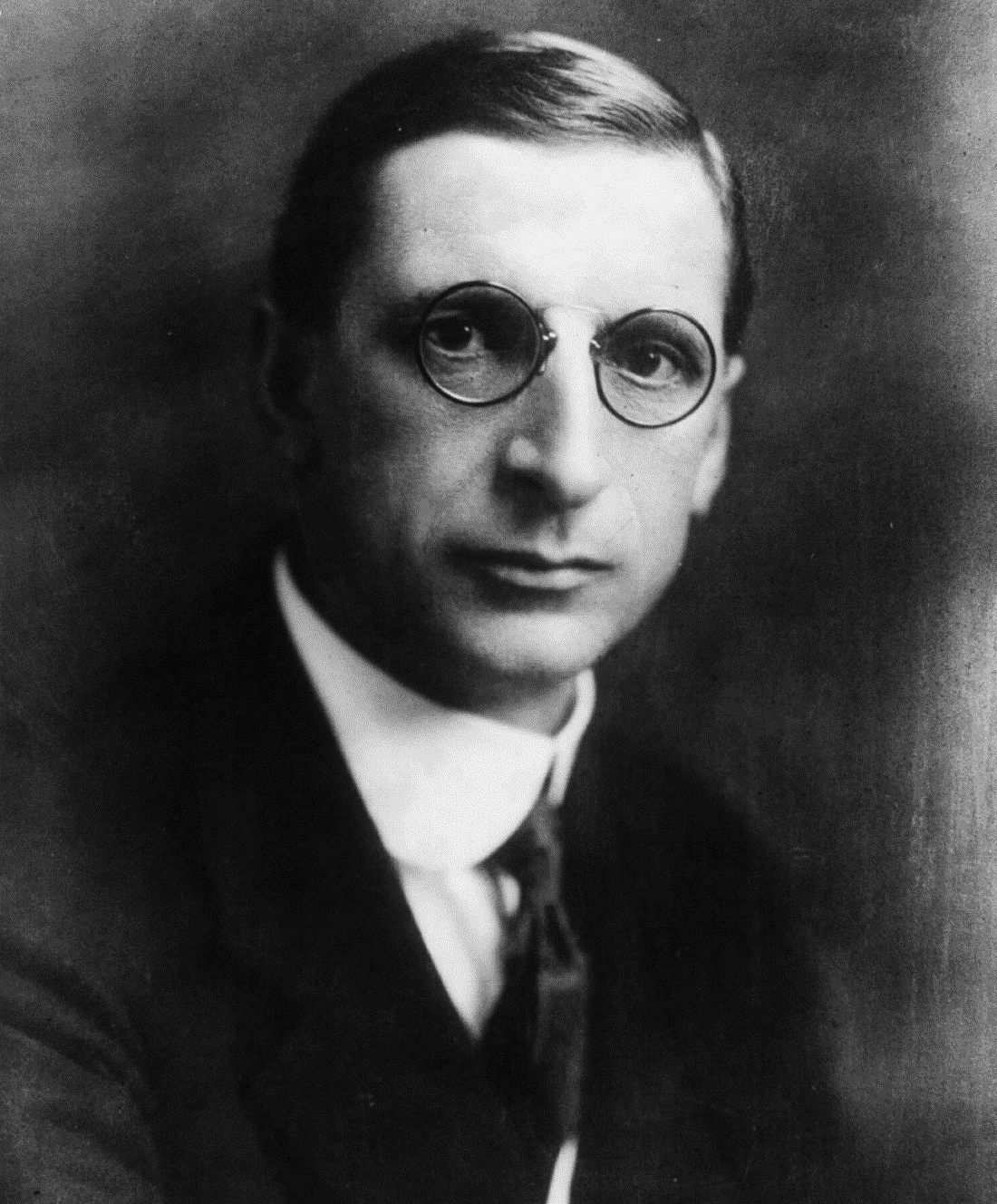
이몬 데 발레라

아서 그리피스는 통계 자료를 통해 영국군이 처음 18개월간 무고한 민간인 주택들을 상대로 38,720건의 약탈행위를 벌였으며 4,982명에게 폭력 혐의를 씌워 연행했고, 1,604명에게 폭력 행위를 가했다고 했다. 또한 영국군은 102곳의 마을을 습격하여 약탈하고 불태웠으며 77명의 무고한 비무장 민간인과 공화주의자들을 학살했다고 밝혔다. 그리피스는 의회 법정에 문제를 제기했으며 이 일은 IRA의 영국군에 대한 폭력행위를 증가시키는 결과를 낳았다.
IRA의 주요 공격 목표는 아일랜드에서 영국 정부의 눈과 귀를 담당하고 있던 왕립 아일랜드 보안대였다. 9,700여 명의 인원과 1,500여 개의 병영이 아일랜드 전역에 산재해 있었는데 그들은 매우 부실하기 짝이 없었다.
1916년 아일랜드 의회는 RIC 대원들의 강제추방을 선포했다. 이로써 아일랜드인들은 더 큰 규모의 폭력행위를 전개할 수 있게 되었다. RIC대원들은 추방당하지 않기 위해 시간이 흐를수록 기하급수적으로 항복했으며 무장을 해제했다. 또한 신병 또한 거의 보충되지 않았다. RIC대원들은 식량을 구하기 위해 상점을 습격하여 상점주인을 총으로 협박해 물건을 약탈하곤 했는데 이러한 행위 또한 대부분 사라지게 되었다. 몇몇 RIC대원들은 IRA에 협조하기도 했다. 1919년, 11명의 RIC 대원과 4명의 더블린 시립 경찰대원들이 살해당했고 다른 20명의 RIC 대원들이 부상당했다. 1920년에는 143명의 RIC 대원들이 살해당했고 197명이 부상당했다. 1921년에는 205명의 RIC 대원들이 살해당했고 291명이 부상당했다. 총 363명의 RIC 대원들이 전쟁 중 살해당했으며 510명이 부상당했다. (홉킨슨, 아일랜드 독립 전쟁 201-202쪽)

## 마이클 콜린스와 IRA
마이클 콜린스는 독립운동에서 막대한 영향력을 행사했다. 그는 이름뿐인 공화국 정부의 재무부 장관을 맡았는데 주로 IRA의 군자금과 무기를 지원하는 데 신경을 썼다. 콜린스의 천부적인 재능과 조직적 능력 그리고 정력적인 활동상은 많은 이들을 그의 밑으로 모이게 하였다. 그는 G-men이라 불리는 IRA에 적대적인 무장세력의 구성원들을 타도하는데 앞장섰다. 그는 IRA를 지도하여 G-men들을 하나하나 제거해 나갔고 결국 대부분의 G-men들이 아일랜드를 떠났다.
그러나 서류상 기록에 따르면 100,000여 명의 단원들이 있던 아일랜드 의용군 중 단지 15,000여 명만이 전쟁 기간 중 활동했다고 콜린스는 추정했다. 수많은 여성단체와 유소년단체가 IRA에 아낌없는 지원을 해주었다. 그들은 IRA 단원들을 위해 식량과 무기 등을 전달해주기도 했다.
IRA는 아일랜드 국민들로부터 아낌없는 지원을 받았고 아일랜드 국민들은 RIC와 영국군에 대해 거부감을 표시 했다. IRA 단원들을 위해 안전 가옥을 마련해 주었다. 200 여 명의 영국군은 지방 IRA 단원들에게 자신들의 동료가 살해당하자 마을을 습격하여 민간인들을 학살하고 건물들을 불태웠다. 이러한 일들은 리머릭을 비롯한 여러 곳에서 반복되었고 이 일로 아일랜드 국민들은 영국군에 더 큰 적대감을 가지게 되었으며 IRA에 대한 열성적인 지지를 보내게 되었다.
그해 4월, 아일랜드 국세청의 모든 기능이 정지되었다. 사람들은 콜린스의 국민 공채(National Load) 방안을 지지했다. 국민 공채는 정부와 군대를 위한 자금을 모으기 위해 고안된 방법이었다. 영국은 이에 대한 방안으로 아일랜드 주재 영국 치안판사인 알란 벨로 하여금 자금추적 임무를 부여했다. 1920년 3월 26일까지 그는 신페인당에서 71,000파운드를 몰수하고 아일랜드에 있는 은행들을 통해 더 많은 돈을 몰수했다. 그러나 벨은 남 더블린에서 아일랜드인들에게 머리에 세 발의 총알을 맞고 사망하였다. 연말에 이르러서는 357,000파운드에 이르는 돈이 모였다.
에몬 데 발레라가 미국에서 돌아왔을 때 그는 의회에 IRA의 폭력 행위 중단을 요구했다. 그의 요구는 즉시 기각되었다. 그러나 이 사건은 신페인 당 지도부가 갈등의 본질적인 문제에서 얼마나 벗어나 있는 지를 보여주었다.

## 영국의 반응
블랙 앤 탄스 부대가 괴멸 상태에 이른 RIC를 지원하기 위해 조직되었다. BaT는 제1차 세계 대전에 참전했던 7,000여 명의 건장한 영국군들로 이뤄져있었다. 그들의 대부분은 잉글랜드와 스코틀랜드에서 왔다. 공식적으로 그들은 RIC의 하위조직이었으나 실제로는 살인, 테러를 일삼고 술주정을 부리며 어설픈 훈련을 받은, 아일랜드에서 활동하는 어떤 조직보다도 더 영국 정부의 도덕성에 악영향을 끼친 준군사조직이었다. 얼마 후에는 퇴역한 1,400여 명의 예비역 영국군 장교들이 왔다. BaT가 아일랜드인들을 상대로 수많은 폭력과 테러를 일삼자 아일랜드인들의 반발은 더 심해졌다.
1920년 11월 21일 콜린스의 부대는 카이로 갱으로 알려져 있는 19명의 영국정보원들을 더블린 인근에서 살해했다. 이에 대한 반응으로 BaT는 풋볼 경기가 한창 진행 중이던 크로크 공원을 향해 트럭을 타고가서 무차별 발포를 했다. 14명의 비무장 민간인들이 사망했고 65명이 부상당했다. 이 날은 피의 일요일로 전해지고 있다. 오늘날 크로크 공원의 스탠드는 호건 스탠드라는 이름으로 불리는데 이는 당시 사건 도중 숨진 티퍼러리팀 소속의 선수를 기리기 위해서이다.

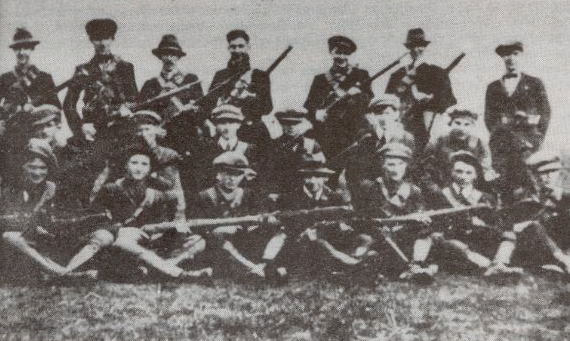
션 호건의 플라잉 칼럼

코르크 카운티에서도 더블린에서와 같은 유혈이 낭자하는 싸움이 벌어졌다. 영국군은 IRA의 공격에 대한 보복으로 공화주의자들을 살해하고 민간인들의 집을 방화하고 약탈하는 등의 전술을 사용했다. 1920년 3월, 신페인당원이자 코르크 카운티의 지도자인 토머스 맥 컬틴이 그의 집에서 아내가 보는 앞에서 총살을 당했다. 범인은 검은 복면을 하고 있었으며 지역 방위대 병영으로 돌아가는 모습이 목격되었다. 컬틴의 후임은 티런스 맥스위니였다. 그는 런던에서 브릭스턴 수감자들이 벌인 단식 투쟁 참가자 중 한 명이었다. 1920년 12월 11일 코르크의 중심부는 영국군에 의해 불탔으며 파괴되었다. 또한 이들은 소방관들이 화재를 진압하려는 것을 방해했다. 이날의 사건은 IRA의 공격에 대한 영국군의 보복성 공격이었다.
코르크 카운티에서 처음으로 "플라잉 칼럼"이 등장했다. 이들은 100여 명으로 이뤄진 기동부대이다. 이들은 자신들이 살고 있는 곳의 지형을 영국군보다 더 잘 아는 이점을 이용해 매복 공격 등의 전략을 펼쳤다. 일부 영국군 연대가 비무장 포로들을 죽였다는 보고가 있었는데 에식스 연대는 이들 중 하나였다. 더블린에서 발생한 피의 일요일 사건으로부터 일주일이 지난 1920년 11월 28일, 탐 베리가 이끄는 IRA 소속 서부 코르크 부대는 Kilmicheal에서 영국군 정찰대를 향해 매복공격을 가해 18명을 살해했다. 이 사건은 아일랜드 독립 전쟁에서 중요한 사건으로 평가되고 있는데 왜냐하면 이것은 곧 전쟁규모의 확대를 의미했기 때문이다. 서부 코르크 Flying columns는 크로스베리에서 영국군과 Black and Tans에 맞서 다시 한번 전투를 벌였다. 이 전투에서 IRA는 단지 3명만이 피해를 입었는데 비해 영국군은 60여 명 이상이 사망하고 수많은 병사들이 다쳤다.

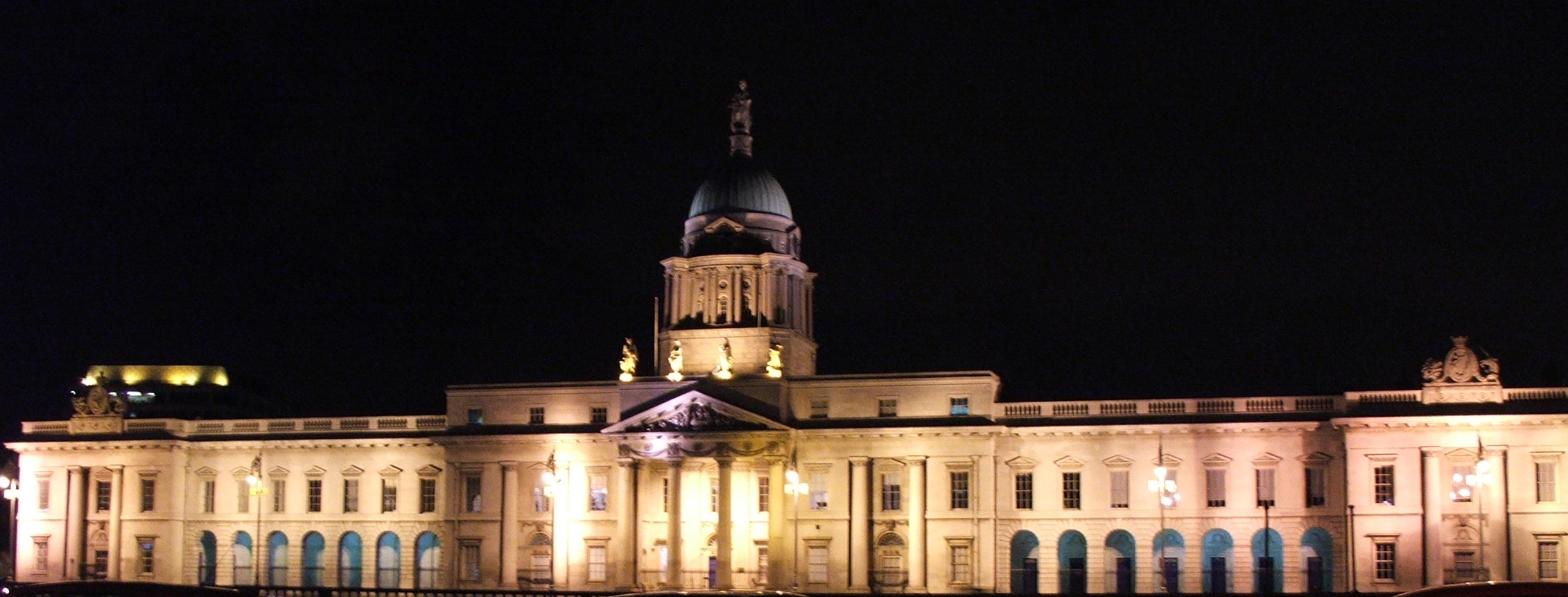
더블린에 있는 커스텀 하우스.
1921년 IRA가 파괴했으나 후에 아일랜드 자유국 정부가 재건축했다.

1921년 7월 휴전까지 사상자 수는 기하급수적으로 늘어났다. 1921년 1월에서 7월까지 6개월간에만 RIC, 영국군, IRA대원과 민간인을 포함해 1000여 명 이상이 죽었다. 이 수는 3년간의 전쟁기간 중 발생한 총 사상자 수의 약 70%에 이르는 수였다. 또한 4,500명의 IRA 대원들이 이 기간 동안 붙잡혀 억류당했다. (M.E. Collins, 'Ireland 1866-1966 p 265).
2월 1일, 처음으로 군법에 의해 IRA 대원이 사형당했다. 코넬리우스 머피가 첫 희생자였다. 28일에는 6명이 더 사형당했는데 코넬리우스 머피 그리고 6명 모두 코르크에서 사형당했다. 영국군 12명이 보복 공격으로 총을 맞고 사망했다. 통틀어서 14명의 IRA 대원이 전쟁 기간 중 공식적으로 사형당했다.
1921년 5월, IRA는 더블린 중심에 있는 커스텀 하우스를 점령한 후 불태웠다. 이것은 영국이 아일랜드를 식민통치하는 것이 더 이상은 불가능하다는 것을 상직적으로 보여준 사건이었다. 그러나 군사적 시점에서 보면 이것은 큰 실수였다. 5명의 IRA 대원이 사망하고 80명 이상의 대원들이 붙잡혔다. 이는 IRA가 영국군을 상대하기에는 너무 빈약한 장비와 훈련을 받았음을 단적으로 보여준 것이었다. 1921년 7월까지 대부분의 IRA 대원들은 고질적인 총기와 탄약 부족에 시달렸다.
여전히 많은 수의 군사 역사학자들은 IRA가 영국에 대항해 게릴라전을 통해 성공적으로 싸웠으며 절대 군사적으로 패하지 않았다고 말한다. 그러나 휴전이 이뤄지기까지 마이클 콜린스를 포함한 많은 수의 공화주의자 지도자들은 만약 전쟁이 더 길어진다면 그것은 곧 IRA 투쟁의 종말을 고하는 것이라고 생각했다. 이러한 이유로 투쟁 계획은 "잉글랜드로의 전선 확대"로 변경되었다. 리버풀 부두와 같은 경제적으로 중요한 곳이 공격 대상이었다. IRA는 19곳의 중요한 저장소를 파괴하고 불태웠다. 잉글랜드에서의 IRA 대원들은 영국의 여론이 군법에 대해 반대하는 쪽이었기 때문에 쉽게 체포되지 않았다.
이 새로운 투쟁방법은 휴전과 동시에 끝났다.

## 희생자
1919년부터 1921까지 있었던 공화주의자들과 영국군간 사이에 발생한 이 게릴라전으로 인해 죽은 사람의 수는 1,400여 명 이상이다. 이들의 구성을 살펴보면 363명의 보안관, 262명의 영국군, 공식적 사형당한 14명을 포함한 550명의 IRA 대원들 그리고 약 200명은 민간인이 차지하고 있다.(Hopkinson, Irish War of Independence p 201-202)
다른 문헌들에서는 600여 명 이상의 민간인이 죽었다고 기록되어 있는데 벨파스트에서만 453명이 개신교와 로마 가톨릭 사이의 싸움으로 사망했다고 적혀있다. IRA는 전쟁이 끝난 후에도 북아일랜드에서 활동을 계속 이어나갔다.

## 휴전 조약

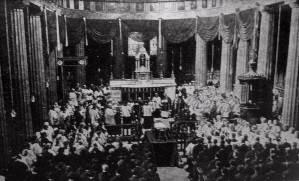
1922년 8월, 콜린스의 장례식

결국 긴 휴전 협정 끝에 1921년 12월 6일 영국 런던에서 휴전 협약이 맺어졌다.
이 조약으로 아일랜드는 대영 제국의 지배 하에서의 자치를 인정받았다. 그러나 이 조약은 여러 가지 문제를 안고 있어서 결국 아일랜드 내전을 야기시켰고 마이클 콜린스는 반대파에 의해 살해당했다.

## 대중문화
- 영국 BBC 미니시리즈 《레벨 하트》- 독립 전쟁에 휩쓸린 청년 어니 코인의 비극적 삶을 다룬 영화.
- 영화 《보리밭을 흔드는 바람》 - 급진파와 온건파로 나뉘어 대립하게 된 형제의 비극적 삶을 다룬 영화.
- 영화 《마이클 콜린스 (영화)》 - 리엄 니슨이 주연한 콜린스의 생애를 다룬 영화.
- 드라마 <리벨리언>

## 같이 보기
- 아일랜드의 역사
- 영국의 역사
- 제1차 세계 대전의 여파
- 스코틀랜드 독립 전쟁

## 참고 문헌
- Tim Pat Coogan, Michael Collins
- F.S.L. Lyons, Ireland Since the Famine
- Dorothy MacCardle, The Irish Republic (Corgi paperback)
- Lord Longford, Peace by Ordeal
- Michael Hopkinson, The Irish War of Independence (Gill & Macmillan, 2002)
- Peter Hart, The IRA at War 1916-1923 (Oxford: Oxford University Press, 2003 ISBN 0-19-925258-0) and The IRA and Its Enemies: Violence and Community in Cork, 1916-1923 (OUP 1998, ISBN 0-19-820806-5)
- Meda Ryan, Tom Barry: IRA Freedom Fighter (Cork: Mercier Press, 2003). ISBN 1-85635-425-3